# Tour de Corse 2008
Il Tour de Corse 2008, valevole quale Rally di Francia 2008, è stata la 13ª tappa del campionato del mondo rally 2008. Il rally è stato disputato dal 10 al 12 ottobre, ed è stato corso ad Ajaccio in Corsica.
Il francese Sébastien Loeb si aggiudica la manifestazione, distaccando sul podio finale il finlandese Mikko Hirvonen e il belga François Duval.
Con il diciannovesimo posto nella graduatoria generale Martin Prokop si aggiudica la vittoria nella classe JWRC

## Dati della prova
| Rally di Francia 2008               | Rally di Francia 2008                             |
| ----------------------------------- | ------------------------------------------------- |
| Denominazione ufficiale             | Rallye de France - Tour de Corse                  |
| Tappa N°                            | 13                                                |
| Edizione N°                         | 52                                                |
| Data manifestazione                 | da venerdì 10/10/2008 a domenica 12/10/2008       |
| Paese ospitante                     | Ajaccio (Corsica)                                 |
| Superficie                          | Asfalto                                           |
| Piloti iscritti                     | 80                                                |
| Partiti                             | 71                                                |
| Arrivati                            | 54 (76,1 % )                                      |
| Prove                               | 16                                                |
| La più breve                        | 14,37 km (PS9 Appricciani - Coggia 1)             |
| La più lunga                        | 31,81 km (PS15 Agosta - Pont de Calzola 2)        |
| Velocità media minore               | 88,04 km/h (PS8 Calcatoggio - Plage du Liamone 1) |
| Velocità media maggiore             | 106,48 km/h (PS2 Portigliolo - Bocca Albitrina 1) |
| Lunghezza complessiva tappe         | 359,02 km (32,8% della distanza totale)           |
| Lunghezza complessiva trasferimento | 735,26 km                                         |
| Distanza totale                     | 1,094.28 km                                       |

## Risultati

### Classifica
| 52º Tour de Corse - Rallye de France 2008 | 52º Tour de Corse - Rallye de France 2008 | 52º Tour de Corse - Rallye de France 2008 | 52º Tour de Corse - Rallye de France 2008 | 52º Tour de Corse - Rallye de France 2008 | 52º Tour de Corse - Rallye de France 2008 | 52º Tour de Corse - Rallye de France 2008 | 52º Tour de Corse - Rallye de France 2008 |
| Classifica Generale                       | Classifica Generale                       | Classifica Generale                       | Classifica Generale                       | Classifica Generale                       | Classifica Generale                       | Classifica Generale                       | Classifica Generale                       |
| Pos                                       | Pilota                                    | Co-pilota                                 | Auto                                      | Tempo                                     | Distacco                                  | V.media                                   | Punti                                     |
| ----------------------------------------- | ----------------------------------------- | ----------------------------------------- | ----------------------------------------- | ----------------------------------------- | ----------------------------------------- | ----------------------------------------- | ----------------------------------------- |
| 1°                                        | Sébastien Loeb                            | Daniel Elena                              | Citroën C4 WRC                            | 3: 42: 58.0                               | 0.0                                       | 96.6 km/h                                 | 10                                        |
| 2°                                        | Mikko Hirvonen                            | Jarmo Lehtinen                            | Ford Focus WRC                            | 3: 46: 22.7                               | + 3: 24.7                                 | 95.2 km/h                                 | 8                                         |
| 3°                                        | François Duval                            | Patrick Pivato                            | Ford Focus WRC                            | 3: 46: 29.6                               | + 3: 31.6                                 | 95.1 km/h                                 | 6                                         |
| 4°                                        | Jari-Matti Latvala                        | Miikka Anttila                            | Ford Focus WRC                            | 3: 46: 35.5                               | + 3: 37.5                                 | 95.1 km/h                                 | 5                                         |
| 5°                                        | Petter Solberg                            | Phil Mills                                | Subaru Impreza WRC                        | 3: 48: 33.4                               | + 5: 35.4                                 | 94.2 km/h                                 | 4                                         |
| 6°                                        | Chris Atkinson                            | Stéphane Prévot                           | Subaru Impreza WRC                        | 3: 49: 08.4                               | + 6: 10.4                                 | 94.0 km/h                                 | 3                                         |
| 7°                                        | Urmo Aava                                 | Kuldar Sikk                               | Citroën C4 WRC                            | 3: 50: 23.2                               | + 7: 25.2                                 | 93.5 km/h                                 | 2                                         |
| 8°                                        | Matthew Wilson                            | Scott Martin                              | Ford Focus WRC                            | 3: 52: 00.2                               | + 9: 02.2                                 | 92.8 km/h                                 | 1                                         |
| JWRC                                      |                                           |                                           |                                           |                                           |                                           |                                           |                                           |
| 1° (19°)                                  | Martin Prokop                             | Jan Tománek                               | Citroën C2 S1600                          | 4: 04: 43.9                               | 0.0                                       | 88.0 km/h                                 | 10                                        |
| 2° (20°)                                  | Sébastien Ogier                           | Julien Ingrassia                          | Citroën C2 S1600                          | 4: 05: 01.6                               | + 17.7                                    | 87.9 km/h                                 | 8                                         |
| 3° (21°)                                  | Pierre Campana                            | Samuel Teissier                           | Renault Clio R3                           | 4: 05: 37.2                               | + 53.3                                    | 87.7 km/h                                 | 6                                         |
| 4° (25°)                                  | Pierre Marché                             | Julien Giroux                             | Suzuki Swift S1600                        | 4: 06: 51.8                               | + 2: 07.9                                 | 87.3 km/h                                 | 5                                         |
| 5° (26°)                                  | Aaron Burkart                             | Michael Kölbach                           | Citroën C2 S1600                          | 4: 07: 21.7                               | + 2: 37.8                                 | 87.1 km/h                                 | 4                                         |
| 6° (28°)                                  | Patrik Sandell                            | Emil Axelsson                             | Renault Clio R3                           | 4: 08: 08.2                               | + 3: 24.3                                 | 86.8 km/h                                 | 3                                         |
| 7° (29°)                                  | Florian Niegel                            | André Kachel                              | Suzuki Swift S1600                        | 4: 09: 03.7                               | + 4: 19.8                                 | 86.5 km/h                                 | 2                                         |
| 8° (30°)                                  | Kevin Abbring                             | Erwin Mombaerts                           | Renault Clio R3                           | 4: 10: 01.3                               | + 5: 17.4                                 | 86.2 km/h                                 | 1                                         |

### Prove speciali
| Giorno                  | Prova | Ora   | Nome                             | Lunghezza | Vincitore                         | Tempo    | V. media   | Leader del rally |
| ----------------------- | ----- | ----- | -------------------------------- | --------- | --------------------------------- | -------- | ---------- | ---------------- |
| Frazione 1 (10 ottobre) | PS1   | 09:18 | Acqua Doria - Serra Di Ferro 1   | 15,92 km  | Sébastien Loeb                    | 9: 27.4  | 101.0 km/h | Sébastien Loeb   |
| Frazione 1 (10 ottobre) | PS2   | 10:11 | Portigliolo - Bocca Albitrina 1  | 16,62 km  | Sébastien Loeb                    | 9: 21.9  | 106.5 km/h | Sébastien Loeb   |
| Frazione 1 (10 ottobre) | PS3   | 11:09 | Arbellara - Aullene 1            | 27,42 km  | Sébastien Loeb                    | 15: 51.4 | 103.8 km/h | Sébastien Loeb   |
| Frazione 1 (10 ottobre) | PS4   | 14:37 | Acqua Doria - Serra di Ferro 2   | 15,92 km  | Sébastien Loeb                    | 9: 32.2  | 100.2 km/h | Sébastien Loeb   |
| Frazione 1 (10 ottobre) | PS5   | 15:30 | Portigliolo - Bocca Albitrina 2  | 16,62 km  | Sébastien Loeb                    | 9: 22.5  | 106.4 km/h | Sébastien Loeb   |
| Frazione 1 (10 ottobre) | PS6   | 16:28 | Arbellara - Aullene 2            | 27,42 km  | Sébastien Loeb                    | 15: 48.9 | 104.0 km/h | Sébastien Loeb   |
|                         |       |       |                                  |           |                                   |          |            | Sébastien Loeb   |
| Frazione 2 (11 ottobre) | PS7   | 08:48 | Carbuccia - Scalella 1           | 21,88 km  | Sébastien Loeb                    | 14: 26.3 | 90.9 km/h  | Sébastien Loeb   |
| Frazione 2 (11 ottobre) | PS8   | 10:21 | Calcatoggio - Plage du Liamone 1 | 25,17 km  | Sébastien Loeb                    | 17: 09.2 | 88.0 km/h  | Sébastien Loeb   |
| Frazione 2 (11 ottobre) | PS9   | 11:19 | Appricciani - Coggia 1           | 14,37 km  | Sébastien Loeb                    | 9: 23.9  | 91.7 km/h  | Sébastien Loeb   |
| Frazione 2 (11 ottobre) | PS10  | 14:10 | Carbuccia - Scalella 2           | 21,88 km  | Sébastien Loeb                    | 14: 33.6 | 90.2 km/h  | Sébastien Loeb   |
| Frazione 2 (11 ottobre) | PS11  | 15:35 | Calcatoggio - Plage du Liamone 2 | 25,17 km  | Sébastien Loeb                    | 17: 08.0 | 88.1 km/h  | Sébastien Loeb   |
| Frazione 2 (11 ottobre) | PS12  | 16:33 | Appricciani - Coggia 2           | 14,37 km  | François Duval                    | 9: 21.3  | 92.2 km/h  | Sébastien Loeb   |
|                         |       |       |                                  |           |                                   |          |            | Sébastien Loeb   |
| Frazione 3 (12 ottobre) | PS13  | 08:43 | Agosta - Pont de Calzola 1       | 31,81 km  | Sébastien Loeb                    | 19: 10.3 | 99.6 km/h  | Sébastien Loeb   |
| Frazione 3 (12 ottobre) | PS14  | 09:36 | Pietra Rossa - Verghia 1         | 26,32 km  | Sébastien Loeb                    | 16: 25.6 | 96.1 km/h  | Sébastien Loeb   |
| Frazione 3 (12 ottobre) | PS15  | 12:14 | Agosta - Pont de Calzola 2       | 31,81 km  | Sébastien Loeb Jari-Matti Latvala | 19: 22.0 | 98.6 km/h  | Sébastien Loeb   |
| Frazione 3 (12 ottobre) | PS16  | 13:07 | Pietra Rossa - Verghia 2         | 26,32 km  | Mikko Hirvonen                    | 16: 27.4 | 96.0 km/h  | Sébastien Loeb   |